# ألكسندر دوفبنيا (لاعب كرة قدم)
ألكسندر دوفبنيا (الروسية: Довбня, Александр Евгеньевич) هو لاعب كرة قدم روسي في مركز الدفاع، ولد في 14 فبراير 1996 في موسكو في روسيا. لعب مع توربيدو موسكو ولوكوموتيف موسكو ونادي كيزيلجار.

## وصلات خارجية
- ألكسندر دوفبنيا (لاعب كرة قدم) على موقع الاتحاد الأوربي (الإنجليزية)
- ألكسندر دوفبنيا (لاعب كرة قدم) على موقع قاعدة بيانات كرة القدم.إي يو (الإنجليزية)
- ألكسندر دوفبنيا (لاعب كرة قدم) على موقع Soccerway.com (الإنجليزية)
- ألكسندر دوفبنيا (لاعب كرة قدم) على موقع عالم كرة القدم.نت (الإنجليزية)